# حرب ثقافية

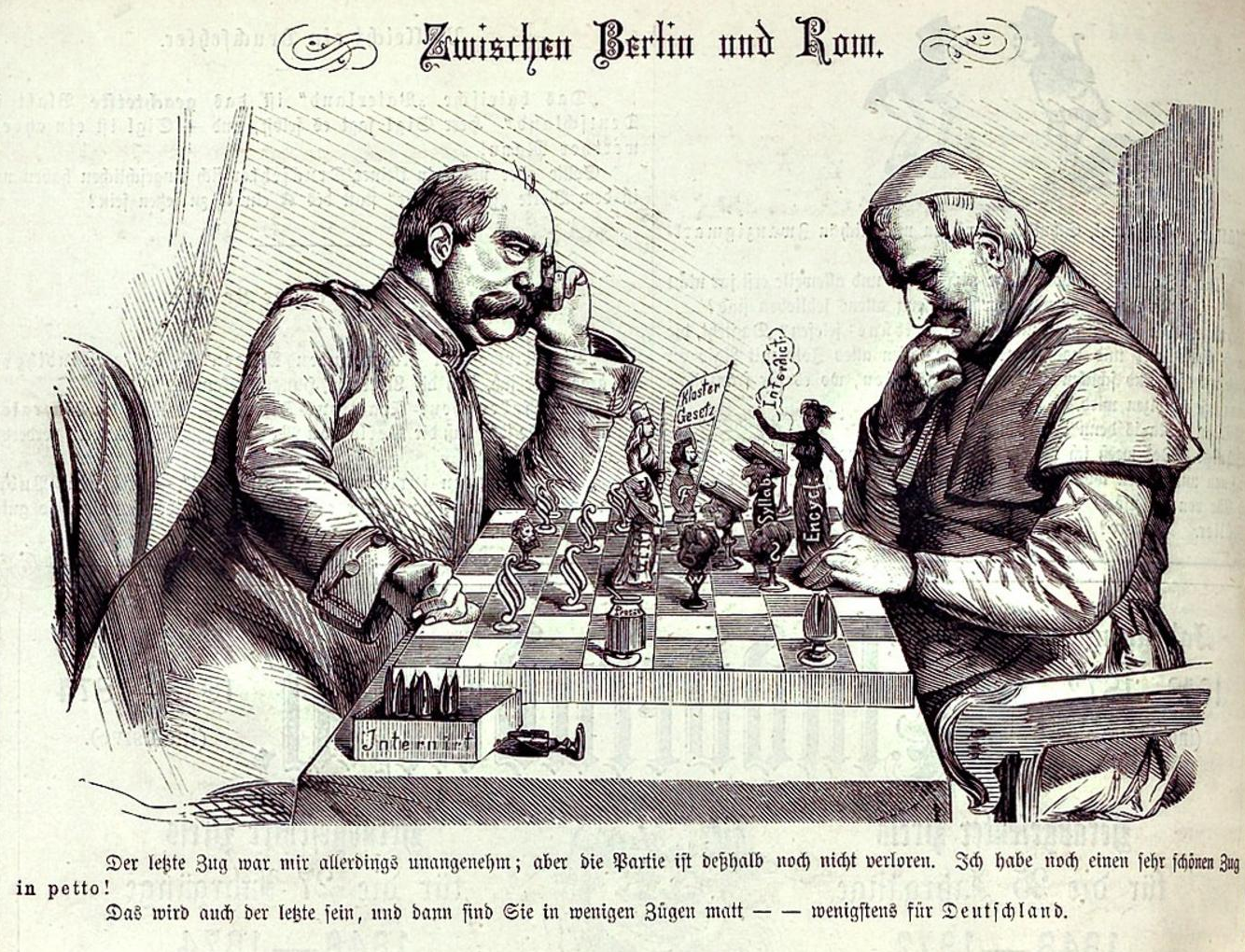

يشير مصطلح الحرب الثقافية إلى صراع ثقافي ونضالي بين الفئات الاجتماعية من أجل السيطرة على قيمها ومعتقداتها وممارساتها، ويشير عامة إلى الموضوعات التي تُحدِث خلافات مجتمعية واستقطابًا سياسيًا في القيم المجتمعية.
يُستخدم هذا المصطلح بشكل شائع لوصف السياسة المعاصرة في الولايات المتحدة مع قضايا مثل الإجهاض والمثلية الجنسية والمواد الإباحية والتعددية الثقافية والصراعات الثقافية الأخرى القائمة على القيم والأخلاق ونمط الحياة التي توصف بكونها انقسامًا سياسيًا رئيسًا.

## أصل المصطلح
تُعد عبارة الحرب الثقافية استعارة من الكلمة الألمانية Kulturkampf والتي تعني (معركة الثقافة). وتشير إلى الصدام بين الجماعات الثقافية والدينية في حملة الإمبراطورية الألمانية من عام 1871 إلى عام 1878 تحت قيادة المستشار أوتو فون بسمارك ضد سلطة الكنيسة الرومانية الكاثوليكية. ثم جرى تبني ترجمة هذا المصطلح في بعض الصحف الأمريكية في ذلك الوقت.

## الولايات المتحدة
نُشر مصطلح الحرب الثقافية من حين لآخر في الصحف الأمريكية خلال القرن العشرين، ولكنه أُدرج ضمن مفردات السياسة الأمريكية من خلال نشر حروب الثقافة: الكفاح من أجل تعريف أمريكا لـ جيمس دافيسون هنتر في عام 1991.
أدرك هنتر إعادة التنظيم الدراماتيكي والاستقطاب الذي غيّر سياسة الولايات المتحدة وثقافتها، بما في ذلك قضايا الإجهاض، والقوانين الفيدرالية وقوانين الولايات المتعلقة بالسلاح، والهجرة، والفصل بين الكنيسة والدولة، والخصوصية، وتعاطي المخدرات الترويحي، وحقوق المثليين، والرقابة.
في الاصطلاح الأمريكي، قد تعني الحرب الثقافية تضارباً في المعنى بين القيم التي تُعد تقليدية أو محافظة وتلك التي تعتبر تقدمية أو ليبرالية، ولقد نشأت في عشرينيات القرن الماضي عندما دخلت القيم الأمريكية الحضرية والريفية في صراع واضح، جاء ذلك بعد عدة عقود من الهجرة إلى الولايات المتحدة من قبل المهاجرين الأوروبيين الذين عُدّوا في وقت سابق أجانب.
كان المصطلح أيضاً نتيجة للتحولات الثقافية والمعاصرة في فترة العشرينيات المزدهرة اقتصادياً وثقافياً في أوروبا والولايات المتحدة، والتي بلغت ذروتها في الحملة الرئاسية لآل سميث في عام 1928.
وفي العام 1991 أصدر جيمس دافيسون هنتر الكتاب الذي يحمل عنوان الحروب الثقافية: الكفاح من أجل تعريف أمريكا، عرّف هنتر فيه الحرب الثقافية في الولايات المتحدة. تتبّع هنتر هذا المفهوم منذ حقبة الستينيات، إذ أخذ التركيز المتصور للحرب الثقافية الأمريكية وتعريفها أشكالاً مختلفة منذ ذلك الحين.

### التسعينيات
قدّم العالم النفسي جيمس دايفيد هنتر في جامعة فيرجينيا مصطلحه عن الحرب الثقافية في كتابه وشرح فيه نظرته عن التحولات التي طالت الثقافة والسياسية الأمريكية بسبب هذا المصطلح.
وجادل بشأن العدد المتزايد من القضايا المصيرية الساخنة مثل الإجهاض وسياسة السلاح والفصل بين الكنيسة والدولة والخصوصية وتعاطي المخدرات الترويحي، والمثلية الجنسية، والرقابة.
علاوة على ذلك، لم يكن هناك عدد من القضايا الخلافية فحسب، بل انقسم المجتمع بشكل أساسي على هذا النحو حول هذه القضايا، وذلك لتشكيل مجموعتين متضادتين، لا يجرِ تعريفهما أساسًا بالدين الاسمي أو العرق أو الطبقة الاجتماعية أو حتى الانتماء السياسي بل من خلال وجهات النظر العالمية الإيديولوجية.
وصف هنتر هذا الاستقطاب بأنه نابع من دوافع متضادة، وأشار إليه بالتقدمية والأرثوذكسية. وقد تبنى البعض الآخر الانقسام مع تسميات مختلفة.
على سبيل المثال، يؤكد بيل أورايلي، المعلق السياسي المعتدل والمضيف السابق لبرنامج فوكس نيوز الحواري، على الاختلافات بين العلمانيين التقدميين والتقليديين في كتابه محارب الثقافة عام 2006.
تعزو المؤرخة كريستين كوبيز دو ميز ظهور الحروب الثقافية في التسعينيات إلى نهاية الحرب الباردة في عام 1991.
وقد كتبت أن المسيحيين الإنجيليين اعتبروا أن دور الرجل المسيحي هو الدفاع الوحيد عن أمريكا ضد تهديد الشيوعية، وعندما انتهى هذا التهديد مع نهاية الحرب الباردة، نقل القادة الإنجيليون المصدر المتصور للتهديد من الشيوعية الأجنبية إلى التغييرات المحلية في أدوار الجنسين والجنس.
خلال الحملة الانتخابية سنة 1992، قاد المعلق بات بوكنان الحملة لصالح الحزب الجمهوري والترشح للرئاسة ضد الرئيس جورج دبليو بوش في تلك الفترة.

في وقت ذروة المؤتمر الوطني الجمهوري لعام 1992، ألقى بوكانان خطابه حول الحرب الثقافية، وقال: هناك حرب دينية تدور رحاها في بلادنا من أجل روح أمريكا. إنها حرب ثقافية، على نفس القدر من الأهمية لنوع الأمة التي سنكونها يوماً ما. كما كانت الحرب الباردة نفسها.
بالإضافة إلى انتقاده دعاة حماية البيئة والنسوية، فقد صور بوكانان الأخلاق العامة على أنها قضية مصيرية: فقد فرض جدول أعمال كل من بيل كلينتون وزوجته هيلاري كلينتون على أمريكا التغيير بشأن الإجهاض عند الطلب، واختبار ليتموس للمحكمة العليا، وحقوق المثليين، والتمييز ضد المدارس الدينية، والنساء في الوحدات القتالية، ولكن هذا ليس النوع من التغيير الذي تسعى إليه الولايات المتحدة وليس نوع التغيير الذي تحتاجه. وهو ليس نوع التغيير الذي يمكننا تحمله في أمة ما زلنا نسميها بلد الرب.
بعد شهر، وصف بوكانان الصراع بأنه يتعلق بالسلطة بالاعتماد على تعريف المجتمع للصواب والخطأ. حيث أطلق على الإجهاض والتوجه الجنسي والثقافة الشعبية جبهات رئيسية.
ذكر بوكانان أيضًا الخلافات الأخرى، بما في ذلك الاشتباكات حول العلم الكونفدرالي وعيد الميلاد والفن الممول من دافعي الضرائب. وقال إن الاهتمام السلبي الذي تلقاه خطاب الحرب الثقافية هو في حد ذاته دليل على الاستقطاب الأمريكي. كان للحرب الثقافية تأثير كبير على السياسة الوطنية في التسعينيات.
ربما يكون خطاب التحالف المسيحي الأمريكي قد أضعف فرص الرئيس جورج بوش الأب في إعادة انتخابه في عام 1992 وساعد خليفته بيل كلينتون على الفوز بإعادة انتخابه في عام 1996. ومن ناحية أخرى، ساعد خطاب المحاربين الثقافيين المحافظين الجمهوريين على السيطرة على الكونجرس في عام 1994.
أثرت الحروب الثقافية على الجدل الدائر حول مناهج التاريخ في المدارس الحكومية في الولايات المتحدة في التسعينيات. وعلى وجه الخصوص، دارت المناقشات حول تطوير المعايير التعليمية الوطنية في عام 1994 حول ما إذا كان ينبغي أن تكون دراسة التاريخ الأمريكي مهمة احتفالية أو نقدية وشاركت شخصيات عامة بارزة مثل لين تشيني وراش ليمبو والمؤرخ جاري ناش.

### القرن الحادي والعشرون
غيّرت وجهة النظر السياسية التي تسمى بـ المحافظين الجدد شروط النقاش في أوائل العقد الأول من القرن الحادي والعشرين. اختلف المحافظون الجدد عن خصومهم في أنهم فسروا المشاكل التي تواجه الأمة على أنها قضايا أخلاقية لا قضايا اقتصادية أو سياسية.
على سبيل المثال، رأى المحافظون الجدد في تدهور البنية التقليدية للعائلة أزمة روحية تتطلب استجابة روحية، واتهم منتقدون المحافظين الجدد بالخلط بين الارتباط والنسبية للسبب والنتيجة.
خلال العقد الأول من القرن الحادي والعشرين، بدأ التصويت للجمهوريين يرتبط ارتباطاً وثيقاً بالمعتقدات الدينية التقليدية أو الأرثوذكسية عبر مختلف الطوائف الدينية.
أصبح التصويت للديمقراطيين أكثر ارتباطاً بالمعتقدات الدينية الليبرالية أو الحداثية، وبكونهم غير متدينين. أصبح الإيمان بالاستنتاجات العلمية، مثل تغير المناخ، مرتبطاً بشدة بالانتماء الحزبي السياسي في هذا العصر، ما دفع عالم المناخ أندرو هوفمان إلى اعتقاد أن تغير المناخ قد أصبح متورطاً فيما يسمى بالحروب الثقافية.
لم تكن الموضوعات المرتبطة تقليدياً بالحرب الثقافية بارزة في التغطية الإعلامية لموسم انتخابات 2008، باستثناء تغطية المرشحة لمنصب نائب الرئيس سارة بالين، التي لفتت الانتباه إلى دينها المحافظ وأنشأت لنفسها علامة تجارية لإنكار تغير المناخ.
أدت هزيمة بالين في الانتخابات وما تلاها من استقالتها من منصب حاكم ألاسكا إلى توقع مركز التقدم الأمريكي النهاية القادمة للحروب الثقافية، والتي نُسبت إلى التغيير الديموغرافي، لا سيما معدلات قبول الزواج المثلي بين جيل الألفية.

#### غيمرغيت
حدثت العديد من النزاعات حول التنوع في الثقافة الشعبية في عام 2010، مثل قضية غيمرغيت المثيرة للجدل، إذ نشأت قضية غيمرغيت بعد حملة إلكترونية حول المضايقات والتحرش جرت بشكل أساسي عبر استخدام الهاشتاغ GamerGate#.
تركزت هذه القضية الجدلية على أمور مثل التحيز الجنسي والتقدمية في ثقافة ألعاب الفيديو، ويستخدم مصطلح غيمرغيت كمصطلح شامل للقضية الجدلية بالإضافة إلى حملة المضايقة وأفعال المشاركين فيها.
يضاف إلى ذلك حملة التصويت للخيال العلمي Sad Puppies والتي لاقت فشلًا في وسائل الإعلام باعتبارها أمثلة على الحرب الثقافية.
وصفت الصحفية كايتلين ديوي قضية غيمرغيت بأنها حرب بالوكالة لحرب ثقافية أكبر بين أولئك الذين يريدون المزيد من إشراك النساء والأقليات في المؤسسات الثقافية مقابل المناهضين للنسوية والتقليديين الذين لا يريدون ذلك، دفع التصور القائل إن الصراع الثقافي في الحرب قد جرى تخفيفه من السياسة الانتخابية إلى الثقافة الشعبية الكاتب جاك ميسيرف إلى تسمية الأفلام والألعاب الشعبية وكتابة الجبهة الأخيرة في الحرب الثقافية في عام 2015.

## انظر أبضًا
| - إلغاء قيود المخدرات - الحد من الضرر - السن القانوني لاستهلاك الخمر - الحرب على المخدرات - عقوبات بدنية وانضباط الطفل وضرب الأرداف - جدلية الخلق والتطور - قيم عائلية - تعليم منزلي - تربية جنسية وامتناع جنسي - الاحتباس الحراري والتخفيف من آثار تغير المناخ | - سن القبول - الجدال حول الختان - نسوية - الحركات الاجتماعية للمثليين وزواج المثليين - تعدد علاقات الحب - الثورة الجنسية - الولايات الحمراء والولايات الزرقاء - عقوبة الإعدام - حقوق الإنجاب - حق الموت - موت رحيم - خلية جذعية - رعاية صحية شاملة | - حقوق الحيوان - التشهير عبر الإنترنت - ثقافة مضادة - تغيير أسماء المواقع الجغرافية - حروب التاريخ - التحيز الإعلامي في الولايات المتحدة - مطلقية أخلاقية مقابل نسبية أخلاقية - تنوع ثقافي - مجتمع متساهل - العرق وتمييز إيجابي - علمانية وعلمنة |